# Wallace (Indiana)
Wallace est une municipalité située dans le comté de Fountain, dans l’État de l'Indiana, aux États-Unis. Lors du recensement de 2020, elle comptait 79 habitants.